# 26002 Angelayeung
26002 Angelayeung è un asteroide della fascia principale. Scoperto nel 2001, presenta un'orbita caratterizzata da un semiasse maggiore pari a 2,5396702 UA e da un'eccentricità di 0,1658524, inclinata di 1,83789° rispetto all'eclittica.